# Hessischer Wolfsjunge
Der Hessische Wolfsjunge war angeblich ein wildes Kind, auch als Wolfskind bezeichnet, das im 14. Jahrhundert am Hofe des Fürsten Heinrich von Hessen gelebt hat.

## Erzählung
Die Nachricht über das wilde Kind erscheint ursprünglich in der Cronica S. Petri Erfordensis moderna zum Jahr 1304 (hessischer Wolfsjunge) und als Nachtrag von späterer Hand zum Jahr 1344 (Wetterauer Wolfsjunge). Diese handschriftliche Erfurter Mönchschronik berichtet in lateinischer Sprache über Begebenheiten aus den Jahren von 1072 bis 1355. Die Erzählung zum Jahr 1304 (hessischer Wolfsjunge) erscheint als Übernahme aus der Erfurter Mönchschronik genauso in der handschriftlichen Cronica Reinhardsbrunnensis in lateinischer Sprache unter den Begebenheiten aus den Jahren von 527 bis 1338.
- Im Jahr 1304 sei in Hessen ein Junge gefunden worden, der, wie sich in der Folge herausstellte und wie er selbst erzählte, im Alter von drei Jahren von Wölfen geraubt und von ihnen in wundersamer Weise aufgezogen worden sei. Sie hätten ihm von ihrer Beute den besseren Teil zur Nahrung angeboten, zur Winterszeit eine mit Blättern ausgelegte Grube gemacht und den Knaben mit ihren Körpern bei der grimmigen Kälte gewärmt. Das Kind habe wölfische Gangart angenommen und sich auf allen Vieren mit beachtlicher Geschwindigkeit fortbewegt und weite Sprünge vollführen können. Um es wieder zur menschlichen Gangart zu bringen, habe man dem Kind hölzerne Schienen angebunden. Der Knabe selbst habe öfters gesagt, dass er viel lieber mit Wölfen als mit Menschen verkehre. Er sei am Hofe des Fürsten Heinrich von Hessen als ein Spektakel vorgeführt worden.
- Im Jahr 1344 sei bei dem adligen Gute Echzell in der Wetterau, im großen Wald genannt die Hart, ein Junge von Edelleuten bei der Jagd aufgefunden worden, der zwölf Jahre unter Wölfen gelebt habe. Er sei zur Winterszeit, bei Eis und Schnee, ergriffen worden und achtzig Jahre alt geworden.

## Publikationsgeschichte
Auszüge aus der handschriftlichen Erfurter Mönchschronik publizierte der Arzt und Historiker Johannes Pistorius in dem im Jahr 1583 in lateinischer Sprache im Druck erschienenen ersten Band seiner Illustres veteris scriptores im Kapitel Additiones ad Lambertum Schafnaburgensium und übernahm darin die beiden genannten Nachrichten wörtlich, nur dass er beide Vorfälle ins Jahr 1344 setzte.
Die beiden Nachrichten bei Pistorius übernahm der Universalgelehrte Philipp Camerarius wörtlich in seine im Jahr 1591 in lateinischer Sprache im Druck erschienenen Operae horarum succisivarum, sive meditationes historicae unter dem Kapitel 75 mit dem Titel „Über die erstaunliche Beweglichkeit mancher Personen“. Nur dass Camerarius die beiden Erzählungen in das Jahr 1544 setzte, was in der Folge zu allerlei Verwirrung führte, indem die nach Pistorius zitierenden Autoren das Jahr mit 1344 und die nach Camerarius zitierenden das Jahr mit 1544 angaben. Die Jahresangabe bei Camerarius ist jedoch als Druckfehler anzusehen.
Camerarius kommt das Verdienst zu, in seine Sammlung eine weitere Nachricht über ein verwildertes Kind, den Bamberger Rindsjungen, aus eigener Beobachtung aufgenommen zu haben. Damit begann er den in den folgenden Jahrhunderten kontinuierlich erweiterten Kanon von Beobachtungen verwilderter Menschen.
Pistorius’ bzw. Camerarius’ „Juvenis Lupinus hessensis“ wurde von Carl von Linné in sein System wilder Menschen aufgenommen, und zwar in der 10. Ausgabe von 1758 mit der Jahreszahl 1344 (wie bei Pistorius), in der 12. Ausgabe von 1766 dagegen mit der Jahreszahl 1544 (wie bei Camerarius).

## Hessische Chronica
Der „Geographus und Historicus“ Wilhelm Dilich gab 1605 die Hessische Chronica in deutscher Sprache in Druck und berichtete darin zum Jahr 1341:
- „Jahrs 1341 ist ein wildes kindt von ohn gefehr 7 oder, wie etliche schreiben, 12 Jahren undern wölfen gefunden, von jägern gefangen unnd zum Landgrafen gebracht worden: hat zuweilen auff allen vieren gelauffen, auch übernatürliche sprüng thun können. Als man es auffm schloß zemen wollen, hat es die menschen flohen, sich under die bäncke geschloffen,[7] und ist in kurtzem, weiln es die speise nicht vertragen können, gestorben.“

Dilich gibt keine Quelle für seinen Bericht an, der in der Folge zunächst keine Rolle spielte, da die Gelehrten den lateinischen Text von Pistorius bzw. Camerarius rezipierten. Von Tafel und Rauber wird auch die Nachricht bei Dilich rezipiert und die Glaubwürdigkeit der drei Nachrichten abgewogen. Dilich setzte die Nachricht in die Regierungszeit Heinrichs II. von Hessen, die Mönchschronik dagegen in die Zeit Heinrichs I. von Hessen.

## Belege
1. ↑  Oswald Holder-Egger (Hrsg.): Scriptores rerum Germanicarum in usum scholarum separatim editi 42: Monumenta Erphesfurtensia saec. XII. XIII. XIV. Hannover 1899, S. 326 (Monumenta Germaniae Historica, Digitalisat)
2. ↑  Oswald Holder-Egger (Hrsg.): Scriptores rerum Germanicarum in usum scholarum separatim editi 42: Monumenta Erphesfurtensia saec. XII. XIII. XIV. Hannover 1899, S. 376 (Monumenta Germaniae Historica, Digitalisat)
3. ↑  Oswald Holder-Egger (Hrsg.): Scriptores (in Folio) 30,1: Supplementa tomorum XVI-XXV. Hannover 1896, S. 645 (Monumenta Germaniae Historica, Digitalisat)
4. ↑  Hansjörg Bruland: Wilde Kinder in der Frühen Neuzeit. Franz Steiner Verlag, Stuttgart 2008, ISBN 978-3-515-09154-1, S. 13.
5. ↑  Carl von Linné: Systema naturæ per regna tria naturæ, secundum classes, ordines, genera, species, cum characteribus, differentiis, synonymis, locis. Tomus I. Editio decima, reformata. Holmiæ 1758, S. 20. Online
6. ↑  Carl von Linné: Systema naturæ per regna tria naturæ, secundum classes, ordines, genera, species, cum characteribus, differentiis, synonymis, locis. Tomus I. Editio duodecima, reformata. Holmiæ 1766, S. 28. Online
7. ↑  geschloffen ist Partizip Perfekt des starken Verbs schliefen mit der Bedeutung 1. schlüpfen, 2. sich verkriechen, vgl. schliefen bei www.duden.de.

| Personendaten    | Personendaten                        |
| ---------------- | ------------------------------------ |
| NAME             | Wolfsjunge, Hessischer               |
| KURZBESCHREIBUNG | Wolfskind                            |
| GEBURTSDATUM     | 14. Jahrhundert                      |
| STERBEDATUM      | 14. Jahrhundert oder 15. Jahrhundert |